# Campanet
Campanet är en kommun i Spanien. Den ligger i den autonoma regionen Balearerna i östra delen av landet. Antalet invånare är 2 824 (2024). Campanet ligger på ön Mallorca.